# 弧刀影裡流居合術
弧刀影裡流居合術（ことえりりゅういあいじゅつ）は、九州出身の野瀬庄五郎が西南戦争に従軍した経験から編み出した居合術。しかし、殺陣師の久世竜の言及以外に野瀬庄五郎や弧刀影裡流の資料がないことから、実際のところ久世竜によって作られた話の可能性が高い。
雑誌『小四教育技術』1971年5月号(24巻2号)掲載の久世竜の自伝記事「斬って斬られて39年」には以下のように書かれている。
“殺陣はこうして複雑な仕事でありながら殺陣の流儀というものがない。私は自分なりの流儀を作らなければ、殺陣の個性がなくなると思ったので、流儀を作っている。その名称は弧刀影裡流という”。
椿三十郎のラストシーン
黒澤明の映画『椿三十郎』のラストで主演の三船敏郎が繰り出した技は、この流派の形（抜き手、切りかかる手に切りつけるもの）を参照して殺陣師の久世龍が編み出したものだとされる。
『「映画を愛した二人」黒沢明 三船敏郎』によると「逆抜き不意打ち斬り」という名で、心臓を切る技とされる。
映画では相手の室戸半兵衛役の仲代達矢が抜刀するより早く帯刀の刀を左手で逆手に抜き（元になった弧刀影裡流の技では順手に抜く）、刀の峰に右手を添えて刀を押し出して仲代達矢の右腕の下付近を切ったように見える。三船敏郎は早く抜くために普通の刀より5寸（15cm）ほど短い刀を使用したという。

## 参考書
- 阿部嘉典 『「映画を愛した二人」黒沢明 三船敏郎』 報知新聞社  ISBN 4831901121